# Neil Dickson
Neil Dickson (* 26. November 1950 im Vereinigten Königreich) ist ein britischer Schauspieler und Synchronsprecher. Einige Quellen geben als Geburtsdatum auch den 14. Mai 1951 an.

## Leben
Dickson wuchs in England auf. Im Alter von fünf Jahren erkrankte er an Polio, erholte sich jedoch ein Jahr später vollständig. Er besuchte das Worksop College in Nottinghamshire, wo er 1966 in Coriolanus spielte. Nach dem College machte er seinen Abschluss an der Guildhall School of Music and Drama.
Dickson lebte und arbeitete während seiner Karriere sowohl in England als auch in den Vereinigten Staaten. Er hat mit seiner Frau Lynda die gemeinsamen Töchter Lucy und Chloë und lebt in Los Angeles.

## Karriere
Nach seiner Schauspielausbildung spielte Dickson zunächst mehrere Spielzeiten lang bei verschiedenen Repertoiretheatern, unter anderem in Sheffield, Manchester, Leicester, Oxford und London, um als junger Theaterdarsteller Erfahrung auf der Bühne zu  sammeln.
Im Jahr 1975 hatte er sein Debüt im Londoner Westend in The Gay Lord Quex an der Seite von Dame Judi Dench, unter der Regie von Sir John Gielgud im Albery Theatre. Während er Dean Rebel in Trafford Tanzi am Mermaid Theatre in London verkörperte, wurde er von Produzenten der NBC für die fünfteilige Miniserie A.D. – Anno Domini entdeckt, die ihn für die Rolle des Valerius besetzten. Die folgenden neun Monate arbeitete er in Tunesien an der Seite von James Mason, Susan Sarandon, Ava Gardner und Ian McShane.
Nach dem Ende der Dreharbeiten zu A.D. – Anno Domini und seiner Rückkehr nach England wurde er für die Titelrolle des James „Biggles“ Bigglesworth im britischen Zeitreise-Kinofilm Der Biggels-Effekt (US-amerikanischer Titel: Biggles: Adventures in Time; Alternativtitel: Sturzflug durch die Zeit) verpflichtet, der 1986 als Royal Premiere Film ausgewählt wurde und lose auf dem Werk von William Earl Johns basierte. Anschließend spielte er in weiteren Miniserien und war in der 20-teiligen Fernsehserie She-Wolf of London als Professor Ian Matheson zu sehen, die in den Vereinigten Staaten unter dem Titel Love & Curses ausgestrahlt wurde. Zu seinen weiteren Fernsehrollen gehören unter anderem Auftritte in Ich, Claudius, Kaiser und Gott, Secret Army, Blake’s 7, Airline, Boon, Rockliffe’s Babies, Der Denver-Clan, Matlock, Baywatch – Die Rettungsschwimmer von Malibu, Sliders – Das Tor in eine fremde Dimension, Der unbesiegbare Iron Man, Diagnose: Mord, Alias – Die Agentin, Mad Men und im Fernsehfilm Mord in der Rue Morgue aus dem Jahr 1986.
1988 war Dickson zusammen mit Barbara Windsor, Joss Ackland und Gareth Hunt in It Couldn’t Happen Here zu sehen, einem Film der Pet Shop Boys, sowie deren Musikvideo zu Always on My Mind.
Weitere bekannte Filmrollen hatte er in Romy und Michele, in David Lynchs Inland Empire, in King of the Wind, in Ridley Scotts Body of Lies und in Charles Dennis’ The Favour of Your Company sowie Chicanery. Er spielte zudem die Titelrolle in Richard Löwenherz und die Kinder Gottes an der Seite von Eric Stoltz und Nick in Barbara Taylor Bradfords Voice of the Hear – an der Seite von Lindsay Wagner und Victoria Tennant. 2008 spielte er in dem Film Chasing Chekhov, der mit dem ersten BAFTA LA Film Festival Award ausgezeichnet wurde. Im Jahr 2011 übernahm Dickson die Titelrolle in Charles Dennis’ preisgekröntem Film Atwill. Er spielte die Rolle des flüchtigen britischen Auftragsmörders Clive Atwill erneut in der Webserie Atwill at Large und im Spielfilm Barking Mad im Jahr 2018.
Im deutschen Sprachraum wurde Dickson unter anderem von Hans-Jürgen Dittberner, Frank Engelhardt, Helmut Gauß, Norbert Gescher, Stefan Gossler, Ulrich Gressieker, Elmar Gutmann, Rocco Hauff, Jürgen Heinrich, Andreas Hosang, Matthias Klages, Lennardt Krüger, Bernd Schramm, Michael Schwarzmaier, Horst Stark, Joachim Tennstedt, Christian Toberentz, Manfred Tümmler und Wolfgang Wagner synchronisiert.
Neben der Arbeit auf der Bühne und vor der Kamera arbeitet Dickson auch als Synchronsprecher, als Sprecher für Hörbücher, Zeichentrick- und Animationsserien, Computerspiele und Podcasts. So war er in Eternal Darkness: Sanity’s Requiem, Age of Empires III, Heroes of Might and Magic V: Hammers of Fate und The Elder Scrolls V: Skyrim zu hören. Er war auch in der Werbung tätig, beispielsweise 2002 für Cadillac.

## Auszeichnungen
2021 wurde Dickson zusammen mit dem Ensemble für sein Darstellung in Barking Mad beim Studio City Film Festival ausgezeichnet. Im selben Jahr war er für den Shorty Award in der Kategorie „Best Podcast Mini Series“ für Blockbuster aus dem Jahr 2020 nominiert (Staffel 2: The Story of James Cameron).

## Filmografie (Auswahl)

### Film
- 1977: Two Stars for Comfort (Fernsehfilm)
- 1986: Der Biggels-Effekt (auch: Sturzflug durch die Zeit)
- 1986: Mord in der Rue Morgue (Fernsehfilm)
- 1987: Richard Löwenherz und die Kinder Gottes
- 1987: Eat the Rich
- 1987: It Couldn’t Happen Here
- 1987: Pet Shop Boys: Always on My Mind (Musikvideo)
- 1987: Wagnis der Liebe (Fernsehfilm)
- 1988: Freedom Fighter (Fernsehfilm)
- 1989: Voice of the Heart (Fernsehfilm)
- 1989: König der Winde
- 1990: Ein Phantom in Monte Carlo (Fernsehfilm)
- 1990: The World of Eddie Weary (Fernsehfilm)
- 1996: Jackie Chans Erstschlag
- 1996: Gramps (Fernsehkurzfilm)
- 1997: Romy und Michele
- 1998: Something to Believe In
- 2002: The Story of O: Untold Pleasures
- 2003: Peak Experience
- 2003: Timecop 2 – Entscheidung in Berlin
- 2003: Pet Shop Boys: Pop Art – The Videos (Musikvideo zu „Always On My Mind“)
- 2004: Spectres
- 2006: Garfield 2 – Faulheit verpflichtet
- 2006: Caffeine
- 2006: Inland Empire
- 2008: Chasing Chekhov (Kurzfilm)
- 2009: Donna on Demand
- 2010: The Favour of Your Company (Kurzfilm)
- 2011: Atwill (Kurzfilm)
- 2011: Serenity House (Kurzfilm)
- 2012: Jewtopia
- 2012: Soul Cat Confession (Kurzfilm)
- 2013: Sons of Liberty
- 2013: Complicity
- 2013: Die verzauberte Schneekugel (Fernsehfilm)
- 2013: Smokin’ (Kurzfilm)
- 2014: The Exorcism Diaries (Kurzfilm)
- 2014: Haunting of the Innocent – Die Wurzeln des Schreckens
- 2014: Atlas Shrugged: Part III
- 2014: Atwill Web Series (Video)
- 2015: At the Seashore (Kurzfilm)
- 2016: The Comet (Kurzfilm)
- 2017: Chicanery
- 2018: Black Flowers
- 2019: Credit (Kurzfilm)
- 2021: Barking Mad
- 2022: Titanic 666
- 2023: The Quantum Devil
- 2024: Scrambled

### Fernsehserien
- 1976: Crown Court
- 1976: Ich, Claudius, Kaiser und Gott (Miniserie)
- 1977: Secret Army
- 1978: Tycoon
- 1979–1980: The Mallens
- 1981: ITV Playhouse
- 1981: Blake’s 7
- 1982: Airline
- 1983: Der Feuersturm (Miniserie)
- 1985: A.D. – Anno Domini (auch: Anno Domini – Kampf der Märtyrer; Miniserie)
- 1986: Sins (Miniserie)
- 1987: Der Denver-Clan
- 1988: Rockliffe’s Babies
- 1988: Boon
- 1989: CBS Summer Playhouse
- 1990–1991: She-Wolf of London
- 1988–1991: Matlock
- 1993: Acapulco H.E.A.T.
- 1993: Tarzan
- 1995: Baywatch – Die Rettungsschwimmer von Malibu
- 1996: Night Stand
- 1997: Sliders – Das Tor in eine fremde Dimension
- 1997: Die Scharfschützen
- 1997: Nash Bridges
- 1998: Mike Hammer, Private Eye
- 1998: Diagnose: Mord
- 2000: Martial Law – Der Karate-Cop
- 2000: Starhunter
- 2001: Alias – Die Agentin
- 2007: Chuck
- 2009: Mad Men
- 2013: Bad Samaritans
- 2014: You’re the Worst
- 2017: Twin Peaks
- 2017: Atwill at Large
- 2017: The Orville

## Sprechrollen

### Computerspiele
- 1995: Titan Wars (auch: Solar Eclipse)
- 1995: Disney’s Animated Storybook: Pocahontas
- 1998: Titanic Explorer
- 1999: Revenant
- 2002: Medal of Honor: Frontline
- 2002: Neverwinter Nights
- 2002: Eternal Darkness: Sanity’s Requiem
- 2003: James Bond 007 – Alles oder nichts
- 2005: Medal of Honor: European Assault
- 2005: Age of Empires III
- 2005: Agatha Christie: And Then There Were None
- 2006: Der Herr der Ringe: Die Schlacht um Mittelerde 2
- 2006: Full Spectrum Warrior: Ten Hammers
- 2006: Heroes of Might and Magic V
- 2006: Eragon
- 2006: Der Herr der Ringe: Die Schlacht um Mittelerde 2 – Aufstieg des Hexenkönigs
- 2007: BladeStorm: Hundred Years War
- 2011: The Elder Scrolls V: Skyrim
- 2011: Star Wars: The Old Republic
- 2016: Far Cry Primal
- 2016: Watch Dogs 2
- 2019: Call of Duty: Modern Warfare

### Film und Fernsehen
- 1994: Der unbesiegbare Iron Man
- 1995–1996: Gargoyles: The Goliath Chronicles
- 1996: The What a Cartoon Show
- 1996: Die neuen Abenteuer von Jonny Quest
- 1996: Aaahh!!! Monster
- 1998: Ich bin Wiesel
- 1999–2003: Expedition der Stachelbeeren
- 2002: Was ist mit … Robot Jones passiert?
- 2002: Rugrats
- 2004: Megas XLR
- 2006: Ein gutes Jahr
- 2006: Eragon – Das Vermächtnis der Drachenreiter
- 2007: Die Legende von Beowulf
- 2008: Der Mann, der niemals lebte (BBC Newsreader)
- 2008: Immigrants (L.A. Dolce Vita)
- 2011: Dragons: Ein Geschenk von Nachtschatten (Video)
- 2014: Planet der Affen: Revolution
- 2014: X-Men: Zukunft ist Vergangenheit
- 2016–2018: DreamWorks Dragons
- 2019: Mister Link – Ein fellig verrücktes Abenteuer
- 2020: Die Zauberer (Miniserie)
- 2022: Ms. Marvel (Miniserie)

### Podcast-Serien
- 2020: Sentinels: Point of No Return
- 2020: Blockbuster
- 2021: Sweeney Todd and the String of Pearls
- 2021: Operation Cordelia

## Theater (Auswahl)
- 1982: Claire Luckham's Trafford Tanzi(Mermaid Theatre, London)[1]